# The Interrupters
The Interrupters é uma banda americana de ska punk formada em Los Angeles, Califórnia, em 2011. Composta por Aimee Allen no vocal, Jesse Bivona na bateria, Justin Bivona no baixo e Kevin Bivona na guitarra.